# Моніка Рамбо
Моніка Рамбо (англ. Monica Rambeau) — вигадана персонажка і супергеройка з коміксів американського видавництва Marvel Comics. Спочатку вона була відомою як Капітан Марвел. Пізніше вона використовувала кодові імена Фотон, Пульсар, і, починаючи з 2013 року, Спектра.

## Історія публікації
Персонаж, створений письменником Роджером Стерном і художником Джоном Ромітою-молодшим, вперше з'являється в The Amazing Spider-Man Annual #16 (жовтень 1982).
Говорячи про візуальні особливості характеру, Роміта відзначав, що спочатку персонаж був призначений, щоб виглядати як актриса Пем Грієр, але зовнішність була змінена перед публікацією: Після її дебюту, персонаж з'являвся протягом п'яти років роботи на Месників, зрештою, вона стала в команді лідером.

## Вигадана біографія персонажа

### Походження
Моніка Рамбо народилась в Новому Орлеані, Луїзіана, батьки Френк і Марія Рамбо. Вона вирішила використати свої здібності для боротьби зі злочинністю і назвала себе Капітаном Марвелом.

## Сили та здібності
Вона може обстрілювати енергією, Рамбо може перетворювати енергію в межах електромагнітного спектра. Серед багатьох форм енергії, вона взяла на себе управління і контролює космічні промені, гамма-промені, рентгенівські промені, ультрафіолетове випромінювання, видиме світло, електрику, інфрачервоне випромінювання, мікрохвилі, радіохвилі і нейтрино.

### Обмеження
Рамбо здатна зберегти свою енергетичну форму протягом декількох годин без побічних ефектів.

## Інші версії

### Ера Альтрона
Під час Ери Альтрона Рамбо з'являється серед супергероїв.

### Марвел Зомбі
Моніка Рамбо з'являється в Marvel Zombies vs. The Army of Darkness випуск #3. Вона билася пліч-о-пліч з іншою частиною команди проти зомбі.

### МС2
Хоча Моніка Рамбо ніколи не з'являлася в коміксах Marvel майбутньої епохи МС2, але її дочка Дерека Фрімана все ж з'явилася.

### What if?
В Моніки Рамбо є коротка поява в «What if the Scarlet Witch Hadn't Acted Alone?», What If? Avengers Disassembled (2006).